# David Wilson (pattinatore)
David Wilson (25 maggio 1966) è un ex pattinatore artistico su ghiaccio e coreografo canadese.

## Biografia
Cresciuto a Nobleton, nell'Ontario, Wilson ha iniziato a pattinare a cinque anni, dopo essere rimasto affascinato da uno show di pattinaggio. L'anno successivo sua sorella, all'epoca diciottenne, è morta a causa di un aneurisma cerebrale.
I prograssi di Wilson sono stati rapidi, al punto che è riuscito a superare tutti i test preliminari nel giro di un anno. Allenandosi con Osborne Colson, Wilson ha iniziato a partecipare alle competizioni regionali a nove anni. Wilson si è trasferito a Toronto a 15 anni, dove si è allenato con Petra Burka. A 16 è stato costretto a interrompere l'attività agonistica a causa della Sindrome di Osgood-Schlatter che gli creava problemi a un ginocchio e limitava seriamente il suo allenamento. Il pattinaggio lo ha comunque aiutato a sentirsi meno solo, in un periodo in cui ha scoperto la propria omosessualità.
A 19 anni Wilson ha iniziato a partecipare agli show di Ace Capades, rimanendo nel tour per 5 anni. In questo periodo ha collaborato con una coreografa rinomata quale Sarah Kawahara. Avendo incontrato in un'occasione John Curry, Wilson ha iniziato a ragionare sul rapporto fra pattinaggio e danza, scoprendo possibilità espressive che in precedenza non era in grado di immaginare. Nel 1993 ha iniziato a lavorare in autonomia come coreografo ideando un programma per Josée Chouinard, ma la collaborazione che lo ha reso famoso è stata quella con Sébastien Britten, da lui aiutato a ottenere il decimo posto ai Giochi olimpici nel 1994. Nel giro di un paio d'anni i genitori di Wilson sono morti. Ad aiutare Wilson ad andare avanti è stato Brian Orser che, colpito dalla sua creatività, gli ha chiesto di realizzare coreografie per i suoi programmi di esibizione. Fra le prime persone che hanno collaborato con lui vi sono Midori Itō, che voleva perfezionare l'aspetto artistico dei suoi programmi, e Jeffrey Buttle.
Dopo che Orser è diventato il principale allenatore del Toronto Cricket and Curling Club, Wilson ha iniziato a lavorarvi come coreografo.

## Coreografia

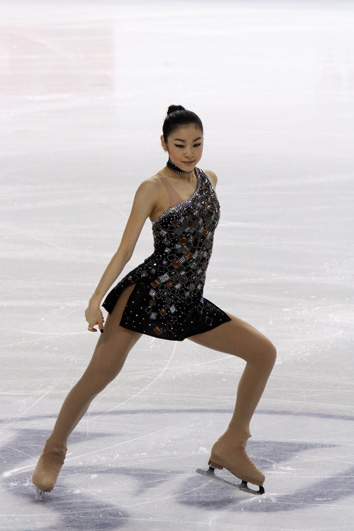
Yuna Kim è stata la prima pattinatrice capace di vincere l'oro olimpico interpretando programmi coreografati da Wilson.

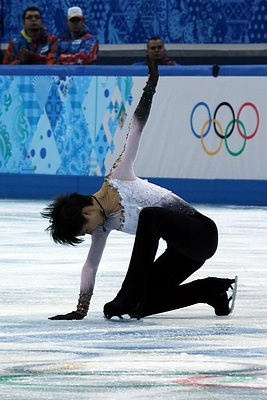
Yuzuru Hanyū ha vinto il primo dei suoi ori olimpici interpretando un programma libero coreografato da Wilson.

Dal 1994 Wilson ha realizzato coreografie per numerosissimi pattinatori. Fra questi ci sono:
- Miki Andō[4]
- Shizuka Arakawa[1]
- Shae-Lynn Bourne[1]
- Sébastien Britten[3]
- Kurt Browning[1]
- Jeffrey Buttle[4]
- Jun-hwan Cha[7]
- Patrick Chan[8]
- Josée Chouinard[4]
- Sasha Cohen[3]
- Gabrielle Daleman[9]
- Jessica Dubé / Bryce Davison [1]
- Marie-France Dubreuil / Patrice Lauzon[3]
- Javier Fernandez[10]
- Christina Gao[11]
- Yuzuru Hanyū[5]
- Midori Itō[3]
- Boyang Jin[12]
- Brian Joubert[13]
- Rika Kihira[5]
- Yuna Kim[14]
- Kiira Korpi[15]
- Takahiko Kozuka[16]
- Evgenia Medvedeva[5]
- Mai Mihara[5]
- Nam Nguyen[17]
- Nobunari Oda[4]
- Brian Orser[3]
- Pang Qing / Tong Jian[1]
- Cynthia Phaneuf[4]
- Adam Rippon[18]
- Joannie Rochette[3]
- Kaori Sakamoto[5]
- Jamie Salé / David Pelletier[1]
- Aljona Savchenko / Robin Szolkowy[19]
- Wenjing Sui / Han Cong[20]
- Daisuke Takahashi[5]
- Denis Ten[21]
- Elizaveta Tuktamyševa[22]
- Shōma Uno[23]
- Tessa Virtue / Scott Moir[24]
- Ashley Wagner[25]
- Johnny Weir[26]
- Sōta Yamamoto[27]

Wilson ha anche coreografato numeri di gruppo per show quali All That Skate di Yuna Kim Fantasy on Ice, Revolution on Ice e Yuzuru Hanyu Notte stellata.